# Venuto Lombatti
Venuto Lombatti (Fornovo di Taro, 23 settembre 1910 – Fornovo di Taro, 18 settembre 1977) è stato un calciatore italiano, di ruolo interno.

## Carriera
Giocò in Serie A con Modena e Livorno.

## Palmarès

### Club

#### Competizioni nazionali
- Serie B: 1

Livorno: 1936-1937
- Serie C: 1

Parma: 1942-1943